# Zsűri Nagydíja (Berlini Filmfesztivál)

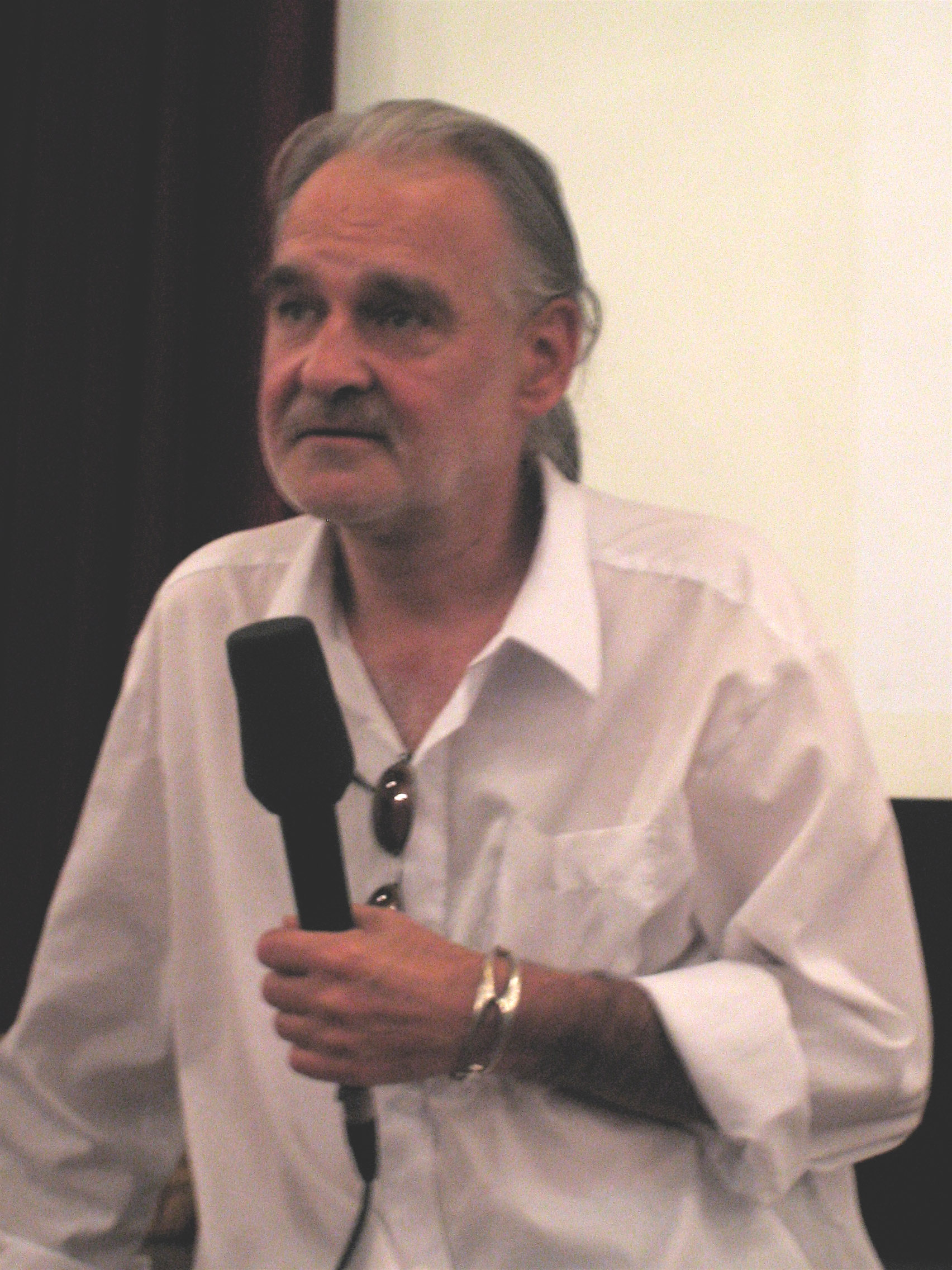
Tarr Béla, a 2011-es év díjazottja

A Zsűri Nagydíja a Berlini Nemzetközi Filmfesztivál egyik elismerése, mellyel – az Arany Medve díjazottja után – az adott év második legjobb filmjét díjazzák. A díjat 1956 óta ítélik oda. A díjat először az 1957-es Filmfesztiválon adták át, akkor „különdíj“ megjelöléssel. Ezt megelőzően külön elnevezés nélkül osztottak Ezüst Medvéket. 1961-től 1972-ig a kitüntetés „a Zsűri Különdíja“ (Sonderpreis der Jury) elnevezést viselte, 1973-tól 1999-ig „a Zsűri Különleges Díja“ (Spezielpreis der Jury). 2000 óta a hivatalos megnevezés a „Zsűri Nagydíja“. Az odaítélésről a verseny zsűrije dönt, amely többségében nemzetközi filmalkotókból áll.

## Díjazottak
A legtöbb díjat francia filmrendezők hozták el (10 nyertes; igaz, hogy vannak köztük többes állampolgárságúak, mint például Roman Polański), őket olasz kollégáik követik (8 nyertes), majd Németország és az USA következik (6-6 díjjal), ezután jön Magyarország (5), Argentína és Kína (4-4). A brazil rendezőt Ruy Guerra kétszer is díjazták (1964-ben és 1978-ban).

## Nyertesek
| Év   | Nyertes film                                     | Magyar címe                             | Rendező                                |                     |
| 1951 | Il cammino della speranza                        | A reménység útja                        | Pietro Germi                           |                     |
| 1951 | Leva på 'Hoppet'                                 | Utazás az ismeretlenbe                  | Göran Gentele                          |                     |
| 1951 | The Tales of Hoffmann                            | Hoffmann meséi                          | Michael Powell Emeric Pressburger      |                     |
| 1952 | Fanfan, la tulipe                                | Királylány a feleségem                  | Christian-Jaque                        |                     |
| 1953 | Magia verde                                      | Zöld varázslat                          | Gian Gaspare Napolitano                |                     |
| 1954 | Pane, amore e fantasia                           | Kenyér, szerelem, fantázia              | Luigi Comencini                        |                     |
| 1955 | Marcellino pan y vino                            | Marcellino kenyér és bor                | Ladislao Vajda                         |                     |
| 1956 | Richard III                                      | III. Richard                            | Laurence Olivier                       |                     |
| 1957 | Amenecer en puerta oscura                        | Akiknek Isten megbocsát                 | José María Forqué                      |                     |
| 1958 | दो आँखें बारह हाथ (Do Aankhen Barah Haath)             | Egy szempár, tizenkét kéz               | V. Shantaram                           |                     |
| 1959 | Nem osztottak díjat                              | Nem osztottak díjat                     | Nem osztottak díjat                    | Nem osztottak díjat |
| 1960 | Les jeux de l’amour                              | Szerelmi játék                          | Philippe de Broca                      |                     |
| 1961 | Une femme est une femme                          | Az asszony az asszony                   | Jean-Luc Godard                        |                     |
| 1961 | Mabu                                             | A kocsis                                | Dae Jin-Kang                           |                     |
| 1962 | Isaengmyeong dahadorok                           | A legutolsó napig                       | Shin Sang-ok                           |                     |
| 1963 | The Caretaker                                    | A házmester                             | Clive Donner                           |                     |
| 1964 | Os Fuzis                                         | A fegyverek                             | Ruy Guerra                             |                     |
| 1965 | Le Bonheur                                       | A boldogság                             | Agnès Varda                            |                     |
| 1965 | Repulsion                                        | Iszonyat                                | Roman Polański                         |                     |
| 1966 | Schonzeit für Füchse                             | Ne lőj a rókára                         | Peter Schamoni                         |                     |
| 1967 | Alle Jahre wieder                                | Minden évben újra                       | Ulrich Schamoni                        |                     |
| 1967 | La Collectionneuse                               | A férfigyűjtő                           | Éric Rohmer                            |                     |
| 1968 | Come l’amore                                     | Mint a szerelem                         | Enzo Muzii                             |                     |
| 1968 | Lebenszeichen                                    | Életjel                                 | Werner Herzog                          |                     |
| 1968 | Nevinost bez zastite                             | Védtelen igazság                        | Dušan Makavejev                        |                     |
| 1969 | Brasil ano 2000                                  | Brazília anno 2000                      | Walter Lima jr.                        |                     |
| 1969 | Greetings                                        | Üdvözletek                              | Brian De Palma                         |                     |
| 1969 | Ich bin ein Elefant, Madame                      | Én egy elefánt vagyok, Madame           | Peter Zadek                            |                     |
| 1969 | Made in Sweden                                   | Made in Sweden                          | Johan Bergenstrahle                    |                     |
| 1969 | Un tranquillo posto di campagna                  | Egy nyugodt vidéki helyecske            | Elio Petri                             |                     |
| 1970 | Nem osztottak díjat                              | Nem osztottak díjat                     | Nem osztottak díjat                    | Nem osztottak díjat |
| 1971 | Il Decameron                                     | Dekameron                               | Pier Paolo Pasolini                    |                     |
| 1972 | The Hospital                                     | A kórház                                | Arthur Hiller                          |                     |
| 1973 | Il n'y a pas de fumée sans feu                   | Nem zörög a haraszt…                    | André Cayatte                          |                     |
| 1974 | L'Horloger de Saint-Paul                         | A Saint-Paul órása                      | Bertrand Tavernier                     |                     |
| 1975 | Dupont Lajoie                                    | Dráma a tengerparton                    | Yves Boisset                           |                     |
| 1975 | Overlord                                         | Overlord                                | Stuart Cooper                          |                     |
| 1976 | Canoa                                            | Canoa                                   | Felipe Cazals                          |                     |
| 1977 | Le diable probablement                           | Talán az ördög                          | Robert Bresson                         |                     |
| 1978 | A Queda                                          | A Queda                                 | Ruy Guerra Nelson Xavier               |                     |
| 1979 | Iskanderija... lih?                              | Alexandria... miért?                    | Youssef Chahine                        |                     |
| 1980 | Chiedo asilo                                     | Szállást kérek                          | Marco Ferreri                          |                     |
| 1981 | আকালের সন্ধানে (Akaler Sandhane)                      | Akaler Sandhane                         | Mrinal Sen                             |                     |
| 1982 | Dreszcze                                         | Hideglelés                              | Wojciech Marczewski                    |                     |
| 1983 | Hakkari'de Bir Mevsim                            | Egy tanév Hakkariban                    | Erden Kıral                            |                     |
| 1984 | No habrá más penas ni olvido                     | –                                       | Héctor Olivera                         |                     |
| 1985 | Szirmok, virágok, koszorúk                       | Szirmok, virágok, koszorúk              | Lugossy László                         |                     |
| 1986 | La messa è finita                                | A misének vége                          | Nanni Moretti                          |                     |
| 1987 | 海と毒薬 (Umi to dokujaku)                       | A tenger és a méreg                     | Kei Kumai                              |                     |
| 1988 | Комиссар (Kommissar)                             | A komisszárnő                           | Alexander Aszkoldov                    |                     |
| 1989 | 晚鐘 (Wan zhong)                                 | Estharang                               | Wu Ziniu                               |                     |
| 1990 | Астенический синдром (Asztenyicseszkij szindrom) | Végelgyengülés                          | Kira Muratowa                          |                     |
| 1991 | La condanna                                      | Az elítélés                             | Marco Bellocchio                       |                     |
| 1991 | Сатана (Szatana)                                 | A sátán                                 | Viktor Aristow                         |                     |
| 1992 | Édes Emma, drága Böbe                            | Édes Emma, drága Böbe - vázlatok, aktok | Szabó István                           |                     |
| 1993 | Arizona Dream                                    | Arizonai álmodozók                      | Emir Kusturica                         |                     |
| 1994 | Fresa y chocolate                                | Eper és csokoládé                       | Tomás Gutiérrez Alea Juan Carlos Tabío |                     |
| 1995 | Smoke                                            | Füst                                    | Wayne Wang                             |                     |
| 1996 | Lust och fägring stor                            | Vágy és virágzás                        | Bo Widerberg                           |                     |
| 1997 | 河流 (He liu)                                    | A folyó                                 | Tsai Ming-liang                        |                     |
| 1998 | Wag the Dog                                      | Amikor a farok csóválja…                | Barry Levinson                         |                     |
| 1999 | Mifunes sidste sang                              | Mifune utolsó dala                      | Søren Kragh-Jacobsen                   |                     |
| 2000 | 我的父亲母亲 (Wo de fu qin mu qin)               | Az utolsó út                            | Csang Ji-mou (Zhang Yimou)             |                     |
| 2001 | 十七岁的单车 (Shiqi sui de dan che)              | Pekingi bicikli                         | Wang Xiaoshuai                         |                     |
| 2002 | Halbe Treppe                                     | Félúton                                 | Andreas Dresen                         |                     |
| 2003 | Adaptation                                       | Adaptáció                               | Spike Jonze                            |                     |
| 2004 | El abrazo partido                                | Elveszett ölelés                        | Daniel Burman                          |                     |
| 2005 | 孔雀 (Kǒng Què)                                  | Páva                                    | Gu Changwei                            |                     |
| 2006 | Offside                                          | Pályán kívül                            | Dzsafar Panahi                         |                     |
| 2006 | En Soap                                          | Szappanopera                            | Pernille Fischer Christensen           |                     |
| 2007 | El otro                                          | Valaki más                              | Ariel Rotter                           |                     |
| 2008 | Standard Operating Procedure                     | Parancsra tettük                        | Errol Morris                           |                     |
| 2009 | Alle Anderen                                     | Mások vagyunk                           | Maren Ade                              |                     |
| 2009 | Gigante                                          | Gigante                                 | Adrián Biniez                          |                     |
| 2010 | Eu când vreau să fluier, fluier                  | Fütyülök az egészre                     | Florin Șerban                          |                     |
| 2011 | A torinói ló                                     | A torinói ló                            | Tarr Béla                              |                     |
| 2012 | Csak a szél                                      | Csak a szél                             | Fliegauf Bence                         |                     |
| 2013 | Epizoda u životu berača željeza                  | Epizód egy vasgyűjtő életéből           | Danis Tanović                          |                     |
| 2014 | The Grand Budapest Hotel                         | A Grand Budapest Hotel                  | Wes Anderson                           |                     |
| 2015 | El Club                                          |                                         | Pablo Larraín                          |                     |
| 2016 | Smrt u Sarajevu                                  | Halál Szarajevóban                      | Danis Tanović                          |                     |
| 2017 | Félicité                                         |                                         | Alain Gomis                            |                     |
| 2018 | Twarz                                            |                                         | Małgorzata Szumowska                   |                     |
| 2019 | Grâce à Dieu                                     |                                         | François Ozon                          |                     |
| 2020 | Never Rarely Sometimes Always                    | Soha, néha, mindig                      | Eliza Hittman                          |                     |

## Fordítás
- Ez a szócikk részben vagy egészben  a   Silberner Bär/Großer Preis der Jury című német Wikipédia-szócikk ezen változatának fordításán alapul.  Az eredeti cikk szerkesztőit annak laptörténete sorolja fel. Ez a jelzés csupán a megfogalmazás eredetét és a szerzői jogokat jelzi, nem szolgál a cikkben szereplő információk forrásmegjelöléseként.

## Külső hivatkozások
- A fesztivál hivatalos oldala (németül)(angolul)

1. ↑  Ehlert, Matthias ; Reden, Sven von: Film ab: Das Berlinale-Lexikon Buchstaben. In: Welt am Sonntag, 5. Februar 2006, Kultur, S. 60
2. ↑  1957-ben Ravi Shankar az indiai versenyfilm a Kabuli férfi (Kabuliwala) zenéjéért egy másik is különdíjat kapott.
3. ↑  1959-ben Hayley Mills a Tiger Bay című filmben nyújtott alakításáért kapott különdíjat.
4. ↑  1961-ben "A nő, az nő" kapta az első különdíjat és a Mabu a 2. különdíjat.
5. ↑  1962-ben Jon Young Sun kapta a különdíjat.
6. ↑  1966-ban Lars Passgård színész is kapott különdíjat a Jakten (Vadászat) című svéd versenyfilmben nyújtott alakításáért.